# Progeny Linux Systems
Progeny Linux Systems fue una empresa que proporcionaba tecnología de plataforma Linux. Su tecnología de servicios de plataforma era compatible con las distribuciones basadas en RPM y Debian para plataformas Linux. Progeny Linux Systems tenía su sede en Indianápolis. Ian Murdock, el fundador de Debian, fue el fundador y presidente de la Junta. Su CTO fue John H. Hartman, y Bruce Byfield fue director de marketing y comunicaciones. 
Progeny creó un sistema operativo llamó Progeny Componentized Linux. Progeny finalmente, a través de una publicación en sus listas de correo el 1 de mayo de 2007, se anunció que estaban suspendiendo sus operaciones.

## Progeny Componentized Linux

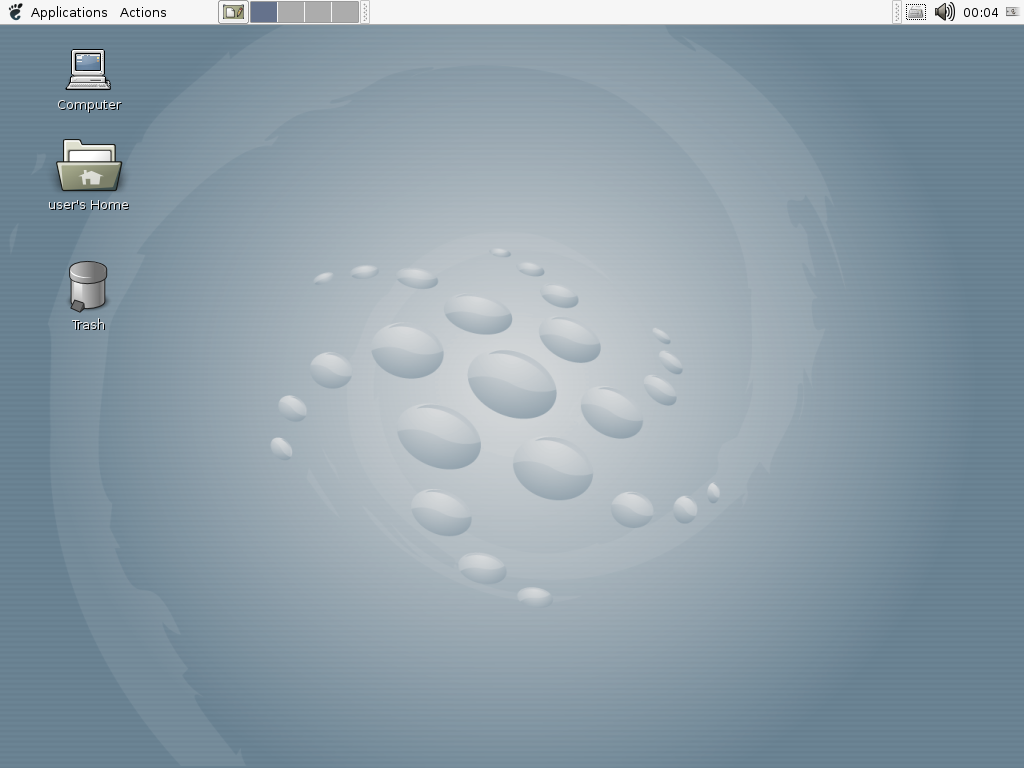
Progeny Edición de 3.0 Desarrolladores PR2

Progeny Componentized Linux, normalmente llamado Progeny Debian, es un sistema operativo libre difunto. Progeny anunció en una publicación a sus diversas listas de correo el 1 de mayo de 2007 que estaban suspendiendo sus operaciones y cerró su sitio web.
Progeny Debian era una alternativa a Debian 3.1. Además, se basó en Linux Standard Base (LSB) 3.0, adoptando tecnología como el instalador Anaconda portado desde Red Hat, Advanced Packaging Tool y Discover.  Progeny Debian tenía como objetivo, ser un modelo para desarrollar un Linux basado en componentes.